# Biodiversità in Madagascar

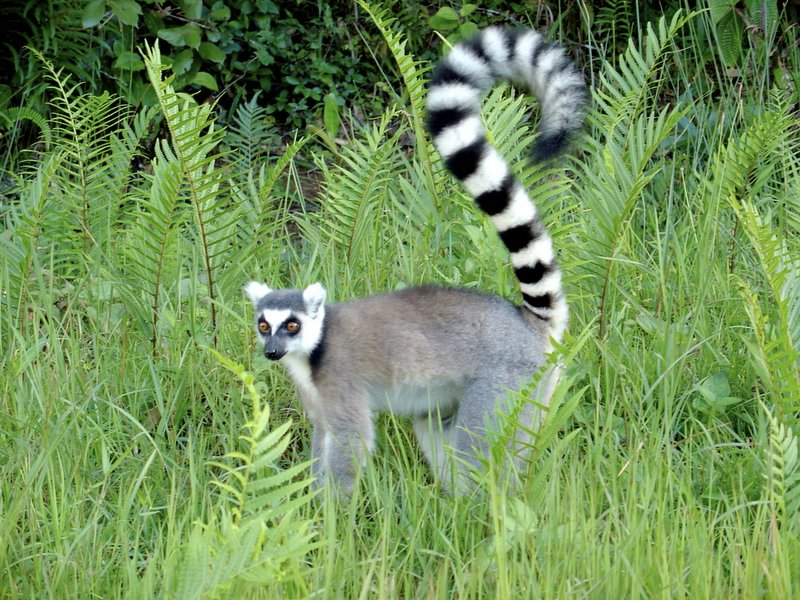
Un catta (Lemur catta), il più familiare delle numerose specie di lemuri del Madagascar.

La biodiversità del Madagascar riflette il fatto che l'isola è rimasta separata per circa 88 milioni di anni. La frammentazione del supercontinente Gondwana separò la massa continentale del Madagascar-Antartide-India da quella dell'Africa-Sudamerica circa 135 milioni di anni fa. In seguito il Madagascar si separò dall'India circa 88 milioni di anni fa, consentendo alle piante e agli animali dell'isola di evolversi in relativo isolamento.
A causa del lungo isolamento dai continenti vicini, il Madagascar ospita un gran numero di piante e animali che non si trovano in nessun'altra parte della Terra. Circa il 90% di tutte le specie vegetali e animali presenti sull'isola è endemico, compresi i lemuri (un tipo di primati strepsirrini), il carnivoro fossa e molti uccelli. Questa caratteristica ecologica ha portato alcuni studiosi a soprannominare il Madagascar «l'ottavo continente», mentre Conservation International ha classificato il Madagascar come hotspot di biodiversità. In Madagascar vive anche il «più piccolo rettile del mondo» scoperto fino ad oggi, la Brookesia nana, o camaleonte nano.

## Fauna

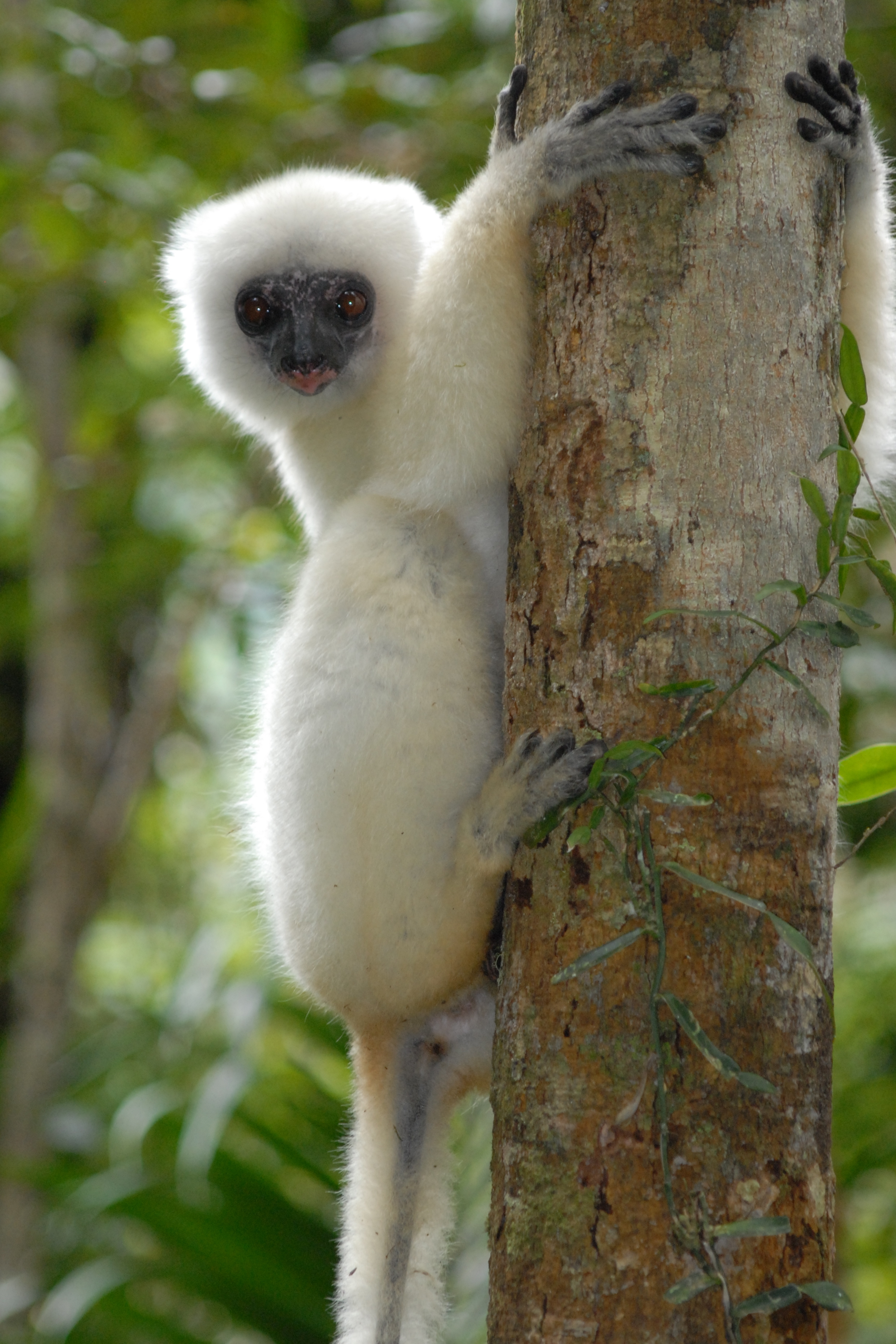
Il sifaka candido è una delle oltre 100 tra specie e sottospecie di lemuri presenti solamente in Madagascar.

L'isolamento del Madagascar dalle altre masse continentali per tutta l'era cenozoica ha portato all'evoluzione di un gran numero di specie animali endemiche, ma anche all'assenza di molti taxa presenti nei continenti vicini. Alcuni animali del Madagascar sembrano appartenere a linee evolutive presenti nell'area già all'epoca della frammentazione del Gondwana, mentre molti altri, compresi tutti i mammiferi nativi incapaci di volare, sono i discendenti degli esemplari provenienti dall'Africa che hanno raggiunto l'isola su zattere alla deriva o nuotando (probabilmente aiutati dalle correnti). Attualmente sull'isola vivono oltre 200 specie di mammiferi, comprese più di 100 specie di lemuri, circa 300 specie di uccelli, più di 260 specie di rettili e almeno 266 specie di anfibi. L'isola ospita anche un gran numero di invertebrati, tra cui lombrichi, insetti, ragni e molluschi terrestri.
I lemuri sono stati definiti da Conservation International «la specie bandiera del Madagascar». In assenza di scimmie e altri concorrenti, questi primati si sono adattati a un'ampia gamma di habitat, diversificandosi in numerose specie. Attualmente ne sono state riconosciute 103 forme tra specie e sottospecie, 39 delle quali descritte dagli zoologi solamente tra il 2000 e il 2008. Tuttavia, quasi tutte le specie sono rare, vulnerabili o minacciate. Dall'arrivo dell'uomo sull'isola, almeno 17 specie si sono estinte: tutte erano più grandi delle specie sopravvissute.
Endemico del Madagascar è anche un certo numero di altri mammiferi, tra cui il fossa, simile a un felino. Sull'isola sono state registrate oltre 300 specie di uccelli, delle quali oltre il 60% (comprese quattro famiglie e 42 generi) sono endemiche. Le poche famiglie e generi di rettili che hanno raggiunto il Madagascar si sono diversificati in più di 260 specie, più del 90% delle quali endemiche (compresa un'intera famiglia). L'isola ospita i due terzi delle specie di camaleonte esistenti al mondo, compresa la più piccola, e i ricercatori hanno ipotizzato che l'isola possa essere il luogo dove hanno avuto origine tutti i camaleonti.
Per quanto riguarda i pesci d'acqua dolce endemici, in Madagascar ve ne sono due famiglie, 15 generi e oltre 100 specie. Sebbene gli invertebrati dell'isola siano stati finora poco studiati, i ricercatori hanno riscontrato alti tassi di endemismo tra le specie conosciute. Tutte le 651 specie di chiocciole terrestri presenti sono endemiche, così come la maggior parte delle farfalle, degli scarabei, dei neurotteri, dei ragni e delle libellule dell'isola.

## Flora

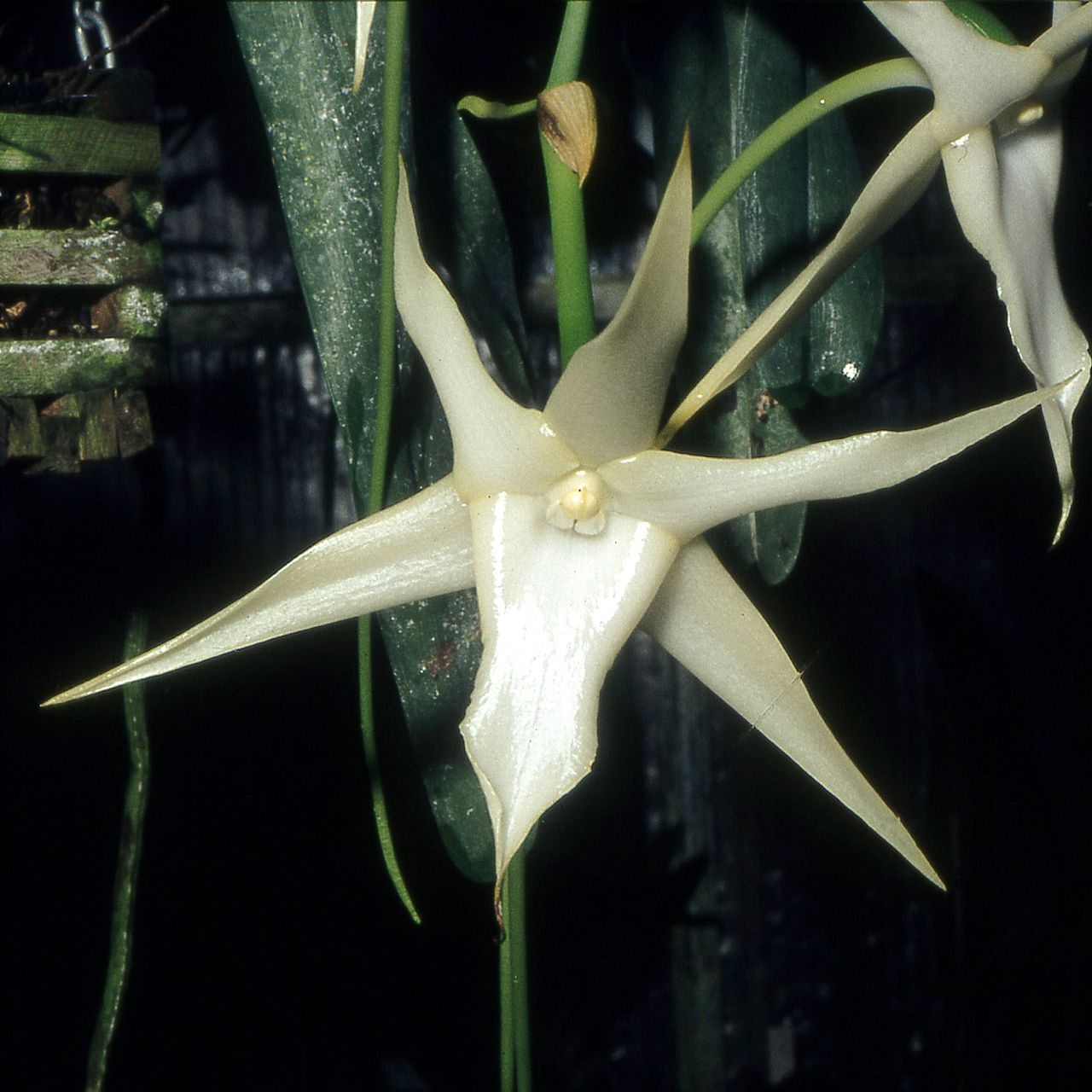
I fiori dell'orchidea cometa (Angraecum sesquipedale) hanno uno sperone molto lungo e vengono impollinati da una falena dotata di una spirotromba di pari lunghezza.

Più dell'80% delle 14883 specie di piante del Madagascar non si trovano in nessun'altra parte del mondo, comprese cinque famiglie di piante, tra cui le Asteropeiaceae, le Sarcolaenaceae e le Sphaerosepalaceae. Originariamente la parte orientale umida dell'isola era ricoperta da una foresta pluviale con molte palme, felci e bambù, ma la sua superficie è stata notevolmente ridotta dall'attività umana. La parte occidentale presenta aree di foresta decidua secca con molte liane, e tamarindi e baobab tra gli alberi dominanti. La foresta subumida un tempo copriva gran parte dell'altopiano centrale, ma attualmente il tipo di vegetazione qui prevalente è la prateria. La famiglia delle Didiereaceae, composta da quattro generi e 11 specie, è limitata alle foreste spinose del Madagascar sud-occidentale.
Quattro quinti delle specie di Pachypodium esistenti al mondo sono endemiche dell'isola. Tre quarti delle 860 specie di orchidee del Madagascar si trovano solo qui, così come sei delle otto specie di baobab al mondo. L'isola ospita circa 179 specie di palme, il triplo di quelle presenti nell'intero continente africano; 165 di queste sono endemiche.
Molte specie di piante autoctone vengono utilizzate come rimedi erboristici per un'ampia gamma di disturbi. La vinblastina e la vincristina, due farmaci usati per curare il linfoma di Hodgkin, la leucemia e altri tipi di cancro, derivano entrambe dalla pervinca del Madagascar. La palma del viaggiatore, conosciuta localmente come ravinala ed endemica delle foreste pluviali orientali, è uno dei simboli del Madagascar ed è rappresentata nell'emblema nazionale e nel logo della Air Madagascar.

## Problemi ambientali
La fauna e la flora del Madagascar, così variegate, sono però minacciate dall'attività umana. Da quando l'uomo è arrivato sull'isola, circa 2350 anni fa, il Madagascar ha perso più del 90% della sua foresta originaria.
La perdita del manto forestale è da attribuirsi soprattutto al tavy («grasso»), una pratica tradizionale di agricoltura taglia e brucia importata in Madagascar dai primi colonizzatori. I contadini malgasci abbracciano e perpetuano tale pratica non solo per la sua facilità e i benefici che offre, ma anche perché nella loro cultura essa è associata a prosperità, salute e alle venerate usanze ancestrali (fomba malagasy).
Con l'aumento della densità della popolazione umana sull'isola, il tasso di deforestazione accelerò a partire da circa 1400 anni fa. A partire dal XVI secolo, gli altopiani centrali sono stati in gran parte ripuliti dalle loro foreste originarie. Tra le cause più recenti che hanno contribuito alla distruzione del manto forestale vi sono anche l'aumento del numero di capi di bestiame, introdotto circa 1000 anni fa, la continua dipendenza del carbone come combustibile per cucinare e la crescente prevalenza del caffè come fonte di guadagno nel corso dell'ultimo secolo. Secondo una stima prudente, circa il 40% della copertura forestale originaria dell'isola è andato perduto tra gli anni '50 e il 2000, con un diradamento delle aree forestali rimanenti dell'80%.
Oltre alle pratiche agricole tradizionali, la conservazione della biodiversità è minacciata dalla raccolta illegale di legname, nonché dal prelievo di legni pregiati autorizzato dallo stato all'interno dei parchi nazionali. Sebbene vietato dall'allora presidente Marc Ravalomanana dal 2000 al 2009, il prelievo di piccole quantità di legname pregiato dai parchi nazionali è stato nuovamente autorizzato nel gennaio 2009 e si è notevolmente intensificato sotto l'amministrazione dell'attuale capo di stato Andry Rajoelina come fonte chiave di entrate statali per compensare i tagli al sostegno dei donatori internazionali a seguito della cacciata di Ravalomanana. Si prevede che tutte le foreste pluviali dell'isola, escluse quelle situate nelle aree protette e sui versanti più impervi delle montagne orientali, saranno distrutte entro il 2025.
La distruzione dell'habitat e la caccia hanno minacciato molte delle specie endemiche del Madagascar, in alcuni casi portandole perfino all'estinzione. Gli uccelli elefante, una famiglia di giganteschi ratiti endemici, si estinsero nel XVII secolo o ancora prima, molto probabilmente a causa della caccia agli esemplari adulti e della raccolta delle grandi uova a scopo alimentare. Numerose specie di lemuri giganti sono scomparse con l'arrivo dei coloni umani sull'isola, mentre altre si sono estinte nel corso dei secoli poiché la popolazione umana in crescita esercitava maggiori pressioni sul loro habitat e, presso alcune popolazioni, aumentava il prelievo di esemplari cacciati per la carne.
Una valutazione del luglio 2012 ha rilevato che lo sfruttamento delle risorse naturali dopo il colpo di stato del 2009 ha avuto conseguenze disastrose per la biodiversità dell'isola: il 90% delle specie di lemuri è risultato in via di estinzione, più di qualsiasi altro gruppo di mammiferi. Di queste, 23 sono state classificate in pericolo critico. Tanto per fare un confronto, uno studio precedente, del 2008, aveva rilevato che solo il 38% delle specie di lemuri era a rischio di estinzione.

### Conservazione

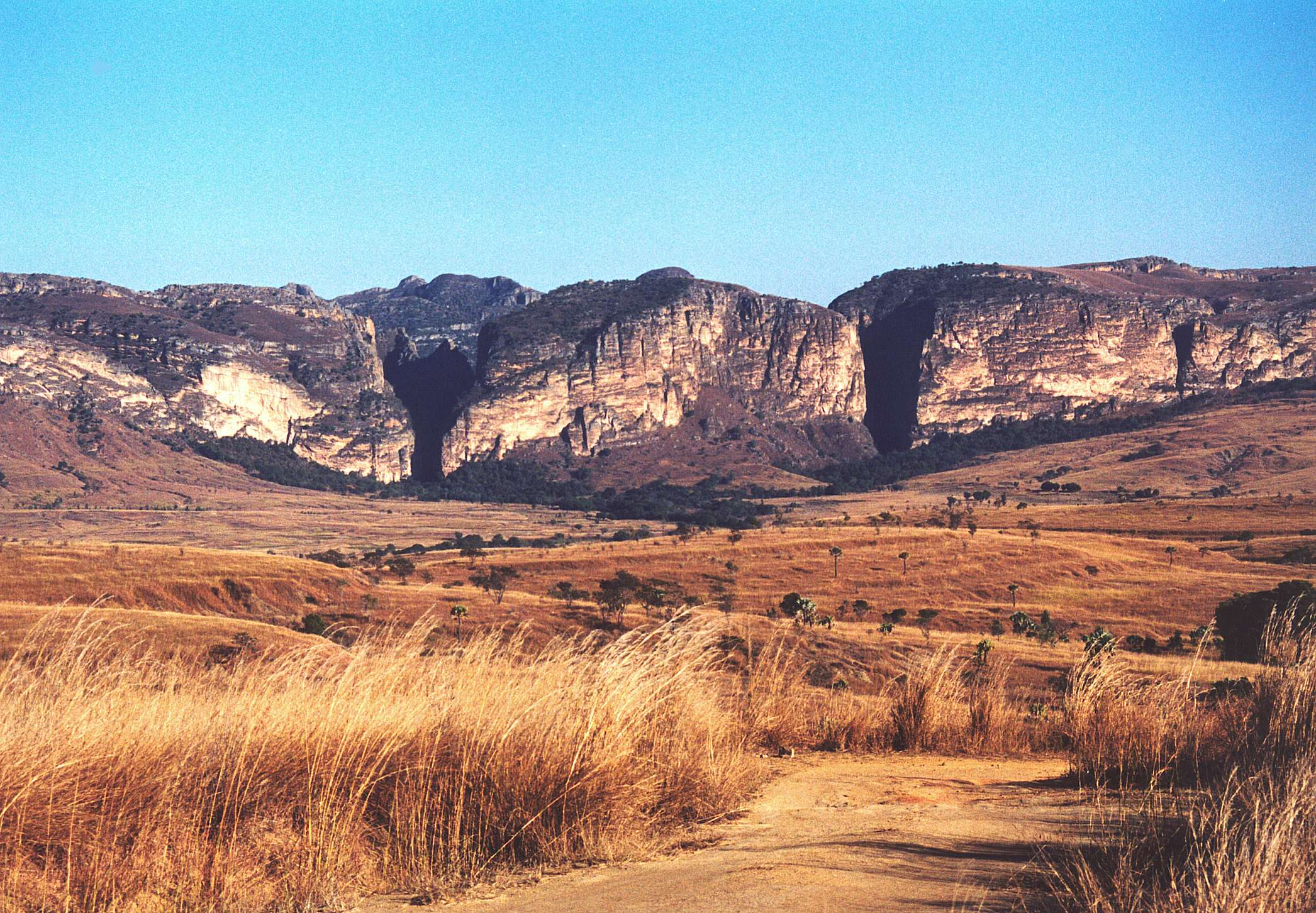
Il parco nazionale dell'Isalo.

Nel 2003 Ravalomanana annunciò la «Durban Vision», un'iniziativa per triplicare la superficie delle aree naturali protette dell'isola a oltre 60000 km², pari al 10% della superficie del Madagascar. Attualmente sull'isola vi sono cinque riserve naturali integrali (Réserves Naturelles Intégrales), 21 riserve naturali (Réserves Spéciales) e 21 parchi nazionali (Parcs Nationaux). Nel 2007 sei dei parchi nazionali sono stati dichiarati congiuntamente patrimonio dell'umanità con il nome di «Foreste pluvali dell'Atsinanana». I parchi in questione sono il Marojejy, il Masoala, il Ranomafana, lo Zahamena, l'Andohahela e l'Andringitra.
I commercianti di legname locali stanno raccogliendo specie rare di palissandro nelle foreste pluviali protette all'interno del parco nazionale di Marojejy ed esportando il legname in Cina per la produzione di mobili di lusso e strumenti musicali. Per sensibilizzare l'opinione pubblica sui problemi ambientali del Madagascar, la Wildlife Conservation Society ha inaugurato nel giugno 2008 una mostra intitolata Madagascar! allo zoo del Bronx di New York.
Esistono molte reti ambientaliste che si dedicano alla conservazione della biodiversità del Madagascar. Il Lemur Conservation Network opera con oltre 100 organizzazioni per mobilitare fondi e dispensarli al fine di promuovere la conservazione e la ricerca sui lemuri. L'associazione ha anche un tesoriere che si occupa di gestire le donazioni e un apposito blog per coinvolgere il pubblico e diffondere la consapevolezza ambientale. Alla sua guida ci sono Lucía Rodríguez Valverde e Seheno Corduant-Andriantsaralaza.
In tutta l'isola, Madagasikara Voakajy mira a conservare molte specie in via di estinzione che vengono spesso cacciate per la carne dai locali. Questa organizzazione, diretta da Julie Hanta Razafimanahaka, si concentra sull'educazione delle comunità per consentire alle popolazioni locali di comprendere le minacce del consumo di selvaggina, non solo dal punto di vista della conservazione, ma anche da quello della salute umana. L'associazione forma anche giovani malgasci, aiutandoli a divenire futuri biologi e conservazionisti.

### Ricerca
Le ricerche effettuate in Madagascar e nelle isole dell'oceano Indiano occidentale vengono pubblicate sulla rivista online gratuita Madagascar Conservation & Development, un'iniziativa del Missouri Botanical Garden, del Madagascar Research and Conservation Program e dell'Istituto e Museo di Antropologia dell'università di Zurigo. Il Lemur Conservation Network fornisce anche finanziamenti per effettuare programmi di ricerca sui lemuri. Madagasikara Voakajy partecipa alle ricerche e alla loro pubblicazione allo scopo di portare maggiore consapevolezza alla conservazione nel mondo scientifico.